# Gate Burton
Gate Burton est une paroisse civile et un village du Lincolnshire, en Angleterre.